# La transmisión del mando supremo
La transmisión del mando supremo, también conocida como La transmisión del mando presidencial, es una película animada chilena de 1921 dirigida por Alfredo Serey Vial y Nicolás Martínez Esquerro. La obra, producida por la empresa National Film y de aproximadamente 10 minutos de duración, es considerada como la primera cinta de animación realizada en Chile.
La película representaba la ceremonia de cambio de mando presidencial de Juan Luis Sanfuentes a Arturo Alessandri Palma en 1920, mostrando versiones caricaturizadas de personajes pertenecientes a la política de aquella época. Los realizadores fueron invitados por el presidente Alessandri al Palacio de la Moneda, donde los felicitó por su trabajo.
Los dibujos fueron realizados por Serey, quien trabajaba entonces como caricaturista para el periódico Las Últimas Noticias, y tardó aproximadamente siete meses en completar la película, mientras que el proceso técnico estuvo a cargo de Martínez Esquerra, que fotografió los cerca de 24 000 "cartones" o fotogramas que conformaban la obra.
Fue estrenada en el Teatro Central de Concepción el 25 de julio de 1921, y su debut en Santiago ocurrió el 1 de agosto del mismo año en el Teatro Alhambra. La película se encontraba perdida hasta enero de 2023, cuando Jaime Córdova, director del Festival de Cine Recobrado de Valparaíso, encontró un rollo del filme en manos de un coleccionista privado. La cinta será restaurada y digitalizada para ser reestrenada.